# Moravian University
Moravian University, do roku 2021 Moravian College (tj. vysoká škola), je soukromá univerzita svobodných umění v Bethlehemu v Pensylvánii. Své počátky datuje do roku 1742, kdy byla jedna z jejích předchůdkyň založena protestantskou církví moravanů, německých potomků stoupenců české reformace. Je tak šestou nejstarší vysokou školou ve Spojených státech, druhou nejstarší vzdělávající ženy, a první, jež vyučovala také Indiány (Delavary), a to i v jejich vlastním jazyce. Nejoblíbenějšími obory studia na univerzitě jsou zdravotní vědy, obchod, ošetřovatelství, sociologie, psychologie a biologické vědy.
Ačkoli je Moravská univerzita jednou z nejstarších vzdělávacích institucí ve Spojených státech, není považována za jednu z devíti původních koloniálních vysokých škol, ale spíše za nadaci koloniální éry. Školy a semináře, jejichž sloučením (1954) vznikla dnešní univerzita, zahájily udělování bakalářských titulů až v roce 1863.

## Dějiny

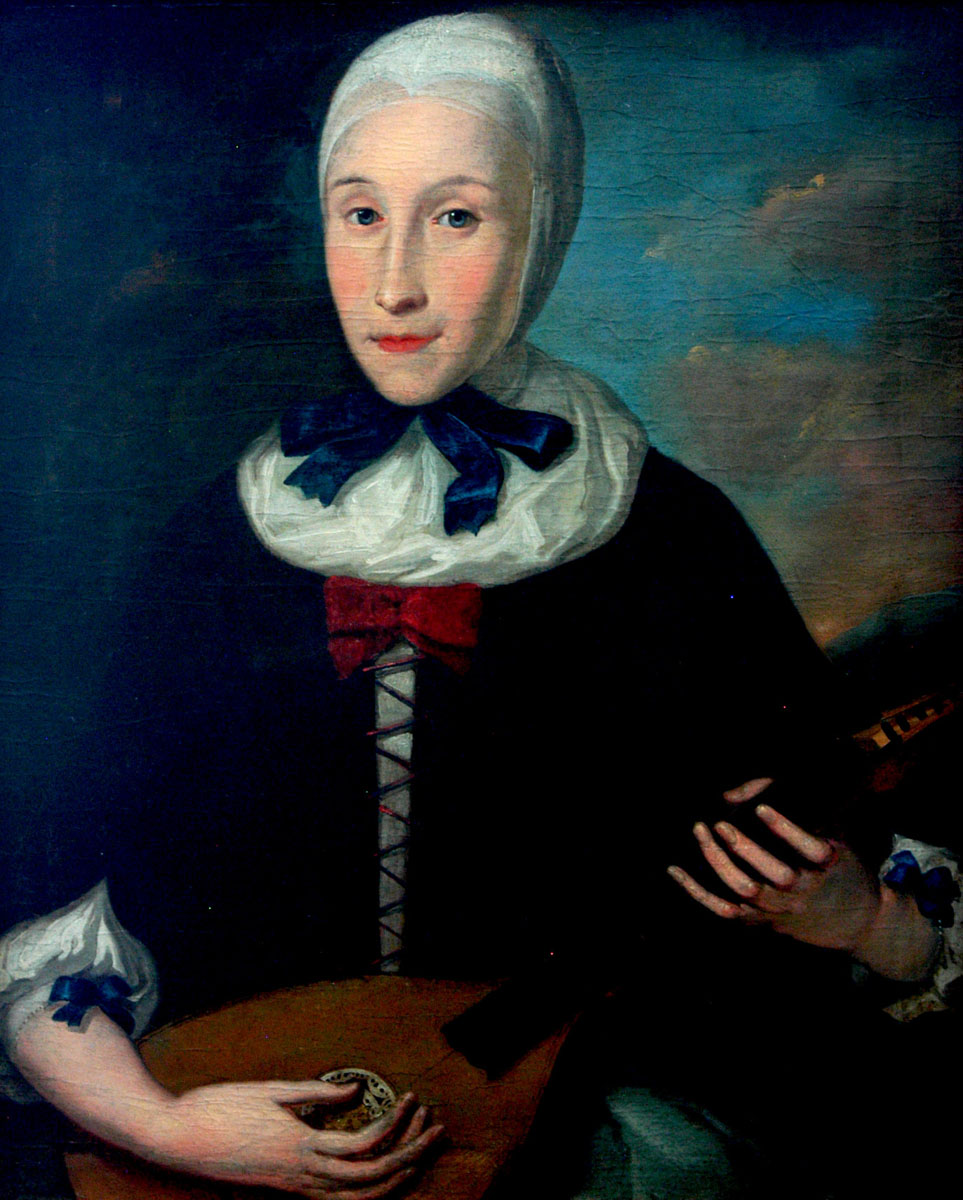
Benigna von Zinzendorfová (1725–89), zakladatelka první protestantské ženské školy v dnešních USA, předchůdkyně Moravian University

Kořeny této vysoké školy sahají do dvou původně oddělených linií vzdělávání, ženského a mužského. Neobvykle pro tu dobu a prostředí, starší je v tomto případě instituce ženská: Betlehemský ženský seminář (Betlehem Female Seminary), který byl založen v roce 1742, jako první internátní škola pro mladé ženy ve Třinácti britských koloniích v Severní Americe. Seminář založila hraběnka Benigna von Zinzendorfová, dcera saského hraběte Nikolause Ludwiga Zinzendorfa, mecenáše a patrona rodících se moravských obcí v Nazarethu a Betlehemu v Pensylvánii. Ženský seminář byl roku 1863 akreditován jako institut vyššího vzdělávání (kolej) podle zákonů státu Pennsylvánie; roku 1913 se pak název změnil na Moravský seminář a kolej pro ženy (Moravian Seminary and College for Women).
Ve stejné době byly moravany ve městě Nazareth založeny dvě internátní školy pro chlapce (v létech 1742 a 1743), které se spojily a v roce 1759 se staly střední školou s názvem Nazareth Hall. Nazareth Hall byla roku 1807 povýšena na Moravskou vysokou školu a teologický seminář (Moravian College and Theological Seminary). Podobně jako v případě ženského semináře, i ten mužský byl v roce 1863 akreditován na instituci typu koleje neboli vysoké školy, s právem udílet bakalářské tituly. V letech 1858–92 se tato škola postupně přestěhovala z Nazarethu do nedalekého Betlehemu, do budovy chlapecké školy na ulici Church Street (od roku 1967 na jejím místě stojí radnice). Moravská vysoká škola a teologický seminář se poté usadila na severním konci města (dnešní Severní kampus), kde jí roku 1888 místní sbor moravanů daroval pozemky. První budovy postavené v Severním kampusu, Comenius Hall a Zinzendorf Hall, byly dokončeny v roce 1892 a připojily se k původnímu cihlovému statku (později pojmenovanému Hamilton Hall), čímž byl dotvořen komplex nového kampusu.
V roce 1954 se obě školy spojily a vytvořily jedinou koedukovanou moderní instituci Moravské vysoké školy (Moravian College). Fúze obou institucí spojila Severní kampus (umístění mužské vysoké školy z let 1892–1954) a Jižní kampus (umístění ženské vysoké školy) do jediného vysokoškolského areálu. Vzdálenost mezi severním a jižním kampusem je asi 0,8 míle po ulici Main Street, zvané „Moravská míle“ (Moravian Mile), kterou studenti prvních ročníků tradičně procházejí během svého seznamování se s chodem školy.
V rámci rozšiřování svého výukového programu podala Moravian College žádost o povýšení statusu na univerzitu, což jí pennsylvánské ministerstvo školství v květnu 2021 povolilo.

## Organizace studia

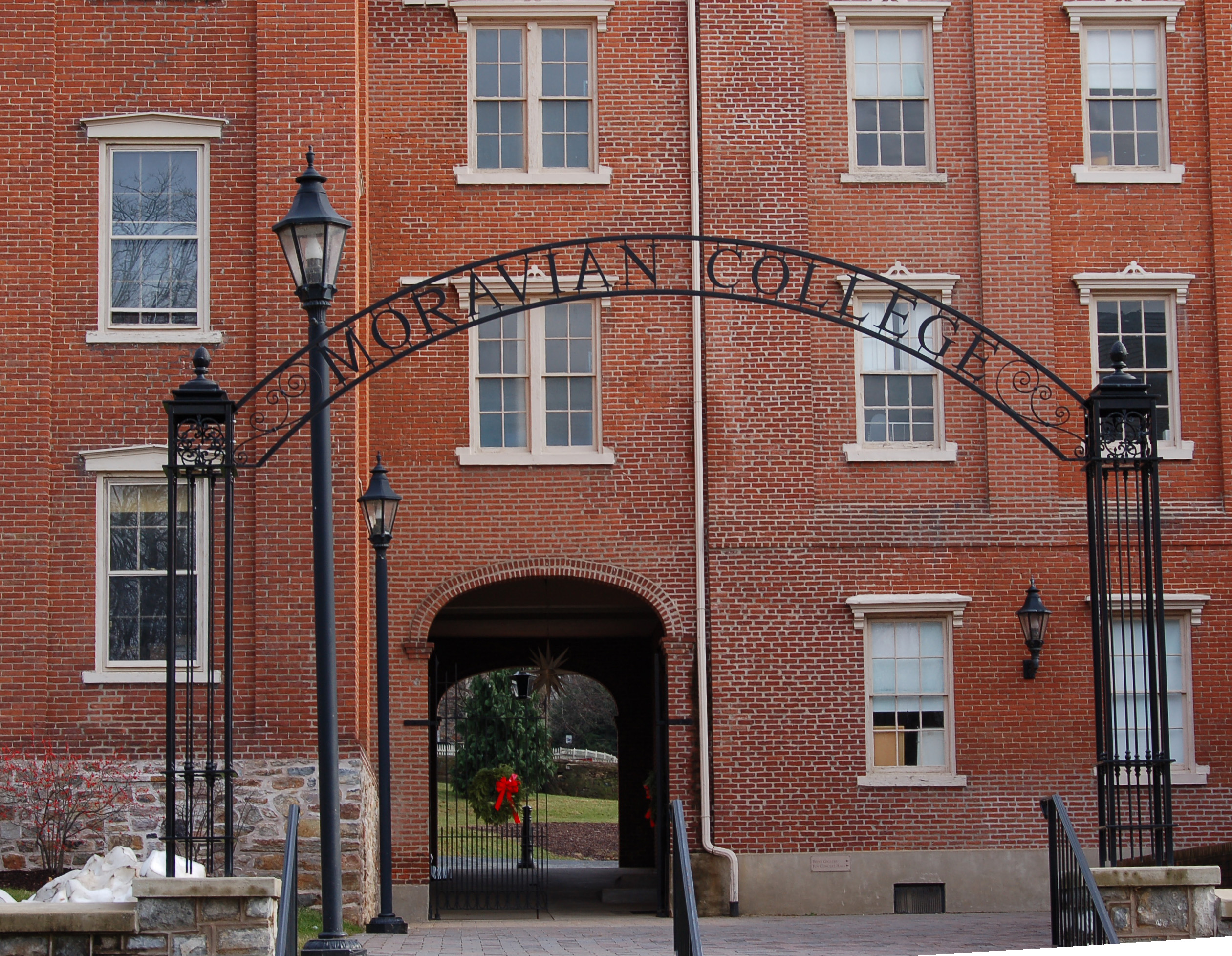
Brána Jižního kampusu z ul. Main Street (2007)

Moravská vysoká škola v současné době přijímá přibližně 1700 vysokoškolských studentů na prezenční studium v různých oborech, které jsou prezentovány v tradici svobodných umění. Seminář zapisuje více než 100 studentů na prezenční studium do programů postgraduálního studia náboženství. Během většiny semestrů je v seminárním sboru zastoupeno nejméně 14 nominálních hodnot. Mezi studenty semináře jsou nejčastěji zastoupeny církve: moravská, luteránská, UCC, episkopální, sjednocená metodistická, presbyteriánská, baptistická, římskokatolická, kvakerská, mennonitská, unitářská univerzalistická, africká metodistická episkopální, shromáždění Boží, bratří a reformovaní; kromě toho studují i lidé nezařazení pod žádnou církev či denominaci. Rozmanité a vysoce ceněné hudební programy školy vycházejí z hudebních tradic moravské církve.
Studentským zpravodajským serverem Moravské akademie je Comenian, který je zveřejňován online po celý školní rok.
Každý rok si studentský sbor volí zástupce spojené studentské vlády. USG má zákonodárný sbor složený ze 16 senátorů z vysokoškolského orgánu, výkonného orgánu, včetně zvoleného prezidenta a viceprezidenta, jmenovaného kabinetu a zaměstnanců, a soudnictví složeného ze jmenovaných soudců. USG byl oficiálně uznán v roce 1968. 
Poněkud neobvyklým aspektem správy vysokých škol je existence dvou zvolených studentů do správní rady Moravské akademie; oba jsou řádnými členy s hlasovacím právem a slouží v dvouletém období.
Moravian University uděluje tyto vysokoškolské a postgraduální tituly: Bachelor of Music, Bachelor of Arts, Bachelor of Science, Master of Business Administration, Master of Education, Master of Human Resource Management, and six Master of Science programs in Nursing; Seminář uděluje tituly Master of Divinity, Master of Arts in Pastoral Counselling a Master of Arts in Theological Studies. Vysoká škola má také večerní vysokoškolské programy pro dospělé, kteří hledají pokračující vysokoškolské vzdělání a postgraduální tituly. Seminář je akreditován Asociací teologických škol ve Spojených státech a Kanadě.
Vzhledem k tomu, že Bethlehem v Pensylvánii a Tondabajaši v Japonsku jsou již více než půl století partnerskými městy, uzavřely partnerství také Moravian University a Osaka Ohtani University (大阪 大谷 大学). Každé jaro přijíždí na dva týdny na Moravskou vysokou školu několik japonských studentů, aby absolvovali kurz o americkém vzdělávacím systému. Tito studenti jsou hostováni studenty Moravské vysoké školy a užívají si výlety do New Yorku a Filadelfie. V průběhu května a června 2010 studovali první dva studenti Moravské vysoké školy na univerzitě v Ósace Ohtani. Kromě toho je vysoká škola členem Lehigh Valley Association of Independent Colleges ; členy jsou Muhlenberg College, Lafayette College, Lehigh University, Cedar Crest College a DeSales University ; studenti z každé instituce mohou absolvovat kurzy v každé jiné členské instituci a mohou absolvovat kurzy programů nabízených v jiných institucích, které nejsou nabízeny v Moravské Univerzitě, jako třeba architektura.
Program College Opportunities for Academic Research (SOAR) poskytuje stipendia, cestovní příspěvky a výdaje pro studenty zabývající se výzkumem nebo tvůrčími aktivitami prostřednictvím úzké spolupráce s mentorem fakulty. Program pomáhá studentům lépe porozumět stipendiu ve své disciplíně a podporuje vztahy mezi vědci a kolegy. SOAR stipendia mohou být až 3 000 $ za letní práci.
Program vyznamenání, který byl založen v roce 1960, poskytuje kvalifikovaným seniorům příležitost pokračovat v celoročním intenzivním studiu předmětu zvláštního zájmu.

## Kampus
Programy vysoké školy jsou nabízeny na čtyřech místech, známých jako Main Street Campus (Severní kampus), Priscilla Payne Hurd Campus (Jižní kampus), Steel Field Complex a Sports Medicine and Rehabilitation Center.

### Kampus Priscilla Payne Hurd
Umělecké a hudební programy jsou nabízeny v historické čtvrti Betlehemu v areálu univerzity Priscilla Payne Hurd. Mnoho z budov v tomto kampusu bylo postaveno během koloniálního období, včetně bratrského domu, postaveného v roce 1748, který sloužil jako nemocnice během revoluční války a v současné době zde sídlí hudební oddělení. V areálu Priscilla Payne se nachází také Prezidentův dům, Hlavní sál (1854), Vdovský dům, Clewellův sál, West Hall, Jižní sál, kaple z roku 1867, Clewellova jídelna a středomoravský kostel. Řada budov je propojena. Zařízení byla zrekonstruována tak, aby zahrnovala galerii Payne (renovovanou z původní ženské tělocvičny z roku 1903), dvouúrovňovou uměleckou galerii akademie, která každý rok nabízí několik představení, a koncertní síň Foy. V areálu Priscilla Payne Hurd se nachází také Peter Hall, středně velký sál v koloniálním stylu, Hearst Hall, malý sál v koloniálním stylu a jednotlivé zkušebny studentů a umělecká studia. Kolegium představuje celostátně proslulé služby vánoční nešpory ve středomoravském kostele, který se nachází na rohu ulic Main a Church naproti bratrskému domu. Mnoho budov v kampusu Priscilla Payne Hurd se nachází v okrese National Register of Historic Places District a Church Street je označována jako jedna z nejhistoričtějších ulic v Americe.
Ve školním roce 2009–2010 přidala Moravian University nový obytný komplex v areálu Priscilla Payne Hurd nazvaný HILL. Každé patro má apartmá, kde mohou žít čtyři až 16 lidí. V komplexu jsou učebny, kavárna, fitness, poštovní místnost a společenské místnosti. HILL je klimatizovaný a plně bezbariérový. Apartmá obsahují obývací pokoj, plně vybavenou kuchyň, vlastní koupelnu a další umyvadla na chodbě. K dispozici je kyvadlová doprava pro snadnou přepravu mezi severním a jižním kampusem.

### Kampus na Main St.
Zpočátku uveden v roce 1888 a usadil se v roce 1892, Severní kampus je také známý jako kampus Main Street (Hlavní ulice), protože je fyzicky větší a je místem většiny budov univerzity, akademických oddělení, správy a studentských rezidencí. Hlavní budovou kampusu Main Street je sál Komenského, který byl postaven v roce 1892 a je pojmenován podle Jana Amose Komenského, posledního biskupa Jednoty bratrské, známého jako „otec moderního vzdělávání“ pro své revoluční vzdělávací principy. Komenský v roce 1632 napsal: „Ne děti bohatých nebo mocných, ale všechny, chlapci a dívky, ušlechtilé i neposlušné, bohaté i chudé, ve všech městech, vesnicích a vesnicích, by měly být posílány do školy“. Moravané považovali školy za druhořadé v důležitosti pouze pro církve. Před Komenského sálem stojí socha Komenského, která byla darem vysoké škole z Univerzity Karlovy v Praze a z moravského kostela v Československu. V kampusu Main Street se nachází také Reevesova knihovna, akademický komplex Priscilla Payne Hurd, Colonial Hall, Bahnsonovo centrum, Moravský archiv, Zinzendorf Hall, Borhek Chapel, Prosser Auditorium (kapacita 300), Monacacy Hall, Collier Hall of Science, Hamilton Hall, Memorial Hall, Johnston Hall (kapacita 1600 pro atletiku, 3000 pro akce), atletické a rekreační středisko Timothy M. Breidegam, Collier Hall of Science, Haupert Union Building, Arena Theater a většina studentů univerzity bydlení, včetně kolejí, řadových domů a bytů.
V roce 2016 bylo otevřeno John Makuvek Field za Haupert Union Building. John Makuvek Field je hřiště se syntetickým trávníkem, které je domovem pozemního hokeje Greyhound´s, lakrosu mužů a žen a fotbalových týmů mužů a žen. Jmenuje se po Johnu Makuvekovi, který odešel do důchodu v roce 1996 po čtyřech letech jako atletický ředitel a v roce 2010 po 43 letech jako hlavní golfový trenér. Pole se nachází ve středu kampusu s výhledem z obytných hal, Reevesovy knihovny a sloupoví budovy Haupert Union Building.
V roce 2017 bylo na hlavní ulici 1107 otevřeno Centrum zdravotnických věd Sally Breidegam Miksiewicz. Zařízení je 55 000 Ft2 velký prostor hostující třídy pro vysokoškolské i postgraduální programy, včetně ošetřovatelství, informatiky a věd o zdraví, a představuje jedinou laboratoř virtuálních mrtvol v regionu. Budova je pojmenována na počest bývalé správkyně Moravské akademie Sally Breidegam Miksiewicz.
Na kampusu Main Street je také hřiště na pozemní hokej Betty Prince.

### Komplex Steel Field
Většina atletických hřišť univerzity se nachází v tomto komplexu, včetně fotbalového stadionu s kapacitou hlavní tribuny 2400 a travnatého hřiště Sportexe, osmiproudé syntetické dráhy Mondo Super X Performance, softbalového hřiště, baseballového hřiště Gillespie, tenisových kurtů Hoffman, fotbalová hřiště a hřiště.
Steel Field a jeho cihlová tribuna byly původně postaveny firmou Bethlehem Steel jako hostitel fotbalového klubu Bethlehem Steel, 1913–1930. V roce 1925 koupila Lehigh University Steel Field od Bethlehem Steel. Fotbalový klub Bethlehem Steel pokračoval v používání pole až do svého zániku. V roce 1962 Lehigh prodal zařízení Moravské vysoké škole.

### Centrum sportovní medicíny a rehabilitace
V roce 2016 bylo na 1441 Schoenersville Road, naproti Betty Prince Field, otevřeno Centrum sportovní medicíny a rehabilitace. V budově o rozloze 43 000 ft2 se nachází vysokoškolský program Master of Science in Athletic Training, Doctor of Athletic Training (DAT), stejně jako budoucí Master of Science v ergoterapii, Master of Science v řečové jazykové patologii a Doktor programů fyzikální terapie – pozice Moravské vysoké školy jako jedné ze tří vysokých škol svobodných umění v zemi, kde jsou tyto programy umístěny pod jednou střechou. Asi 10 000 čtverečních stop budovy je určených pro St. Luke's University Health Network. Zařízení zahrnuje šest výzkumných laboratoří, oblasti spolupráce studentů, učebnu distančního vzdělávání a 14 fakultních kanceláří.

## Sportovní činnost
Vysoká škola je členem NCAA a soutěží v divizi III sportu. Je také přidruženým členem Centennial Conference jen pro fotbal; Mezi členy stoletého fotbalu patří Muhlenberg College, Dickinson College, Franklin &amp; Marshall, Johns Hopkins University, Juniata College, Gettysburg College, Ursinus College a McDaniel College. Moravian College je zakládajícím členem Landmark Conference pro všechny sporty kromě fotbalu; členy jsou Elizabethtown College, Susquehanna University, Catholic University, Drew University, Goucher College, Juniata College a University of Scranton. Golf soutěží na konferenci Empire 8 Conference.
Mezi pánské sporty patří fotbal, lakros, fotbal, basketbal, baseball, atletika, běh na lyžích, tenis, golf a plavání (začátek v letech 2021–2022). Mezi ženské sporty patří softball, basketbal, fotbal, pozemní hokej, atletika, volejbal, tenis, lakros, běh na lyžích a plavání (začátek 2021–2022).

## Známí absolventi
- J. Neil Alexander, biskup episkopální diecéze v Atlantě
- John Andretti, NASCAR, automobil Indy a řidič závodního vozu NHRA
- William F. Badè, bývalý prezident klubu Sierra, 1918–22
- James Montgomery Beck, třída 1880 a správce; Generální prokurátor Spojených států (1921–1925), člen Sněmovny reprezentantů Spojených států (1927–1934) a vědecký pracovník v oblasti ústavního práva
- John B. Callahan, starosta Betlehemu, Pensylvánie, 2004–14
- Rev. Edmund Alexander de Schweinitz, třída 1834, biskup moravské církve; autor a zakladatel „moravského“, týdeníku Moravské církve
- John Gorka, současný lidový hudebník
- Louis Greenwald, státní shromáždění v New Jersey
- William Jacob Holland, zoolog a paleontolog; Kancléř University of Pittsburgh, 1891–1901; bývalý ředitel Carnegie Museums of Pittsburgh.
- George Hrab, třída 1993, hudebník a podcaster
- Andrew A. Humphreys, třída 1822, brigádní generál v americké armádě; Generál Unie v občanské válce ; velitel divize, armáda Potomac; hlavní inženýr americké armády; jeden z hlavních zakladatelů Národní akademie věd; autor vědeckých a historických prací
- William D. Hutchinson, soudce, Nejvyšší soud v Pensylvánii, 1982–1987; soudce, Odvolací soud Spojených států pro třetí obvod, 1987–1995
- Janine Jagger, třída 1972, profesorka medicíny, MacArthur Fellow
- Florence Foster Jenkins, třída 1881, americká prominentka a amatérská operní sopranistka
- Bobby "Lips" Levine, americký jazzový saxofonista
- John Baillie McIntosh, třída 1837, generálmajor v americké armádě; Důstojník Unie v občanské válce; velitel v bitvě u Gettysburgu ; dozorce indiánských záležitostí pro Kalifornii, 1869–70
- Sandra Novack, autorka
- Fred Rooney, ředitel, Community Legal Resource Network, CUNY
- Richard Shindell, současný lidový hudebník
- Denny Somach, podnikatel, autor a rozhlasový producent oceněný Grammy.
- Herbert Spaugh, americký biskup moravské církve
- Jiří Stavovčík, třída 1997, prorektor Univerzity Palackého v Olomouci od roku 2021.
- Edward Thebaud, třída 1816, newyorský průmyslník a obchodník; ředitel, Bouchard & Thebaud, 1820–26; ředitel, Edward Thebaud & Son, 1850–1858.
- Mildred Ladner Thompson, bývalá reportérka pro The Wall Street Journal a Tulsa World
- Michael O'Rorke, bývalý šéfredaktor časopisu Garbage n 'Trash Magazine, extrémní hráč na dudy
- David Zinczenko, redaktor a vydavatel[13]